# Leptoceryx pusilla
Leptoceryx pusilla là một loài bướm đêm thuộc phân họ Arctiinae, họ Erebidae.